# Joaquín Montaño Yamuni
Joaquín Montaño Yamuni (Los Mochis, Sinaloa, 24 de agosto de 1952) es un político mexicano, miembro del Partido Acción Nacional, ha sido diputado federal y senador de la República.
Es licenciado en Economía egresado de la Universidad de Guadalajara, se dedica a actividades agrícolas y ganaderas, en las cuales se ha desempeñado como directivo de empresas agropecuarias y asociaciones ganaderas del estado de Sinaloa, de 1983 a 1985 fue asesor ganadero del Gobierno del Estado, encabezado por Antonio Toledo Corro.

Fue postulado candidato del PAN a diputado federal, ganando la elección por el II Distrito Electoral Federal de Sinaloa a la LVII Legislatura de 1997 a 2000, y este último año fue a su vez electo Senador por primer minoría a las Legislaturas LVIII y LIX cuyo periodo concluyó en el año 2006. 